# Dieter Eilts
Dieter Eilts (Upgant-Schott, 1964. december 13. –) Európa-bajnok német labdarúgó, középpályás, edző.

## Pályafutása

### Klubcsapatban
Az SV Hage csapatában kezdte a labdarúgást. Innen került a Werder Bremen korosztályos csapatához, ahol 1984-ben mutatkozott be a második csapatban, majd rá egy évre az első csapatban is. 1988-ig a második csapatban volt meghatározó játékos és ezt követően került az első csapathoz véglegesen, ahol 2002-ig játszott és 390 bajnoki mérkőzésen hét gólt szerzett. A csapattal két bajnoki címet, három német kupa győzelmet szerzett. Tagja volt az 1991–92-es KEK-győztes együttesének.

### A válogatottban
29 évesen 1993-ban mutatkozott be a német válogatottban. Az 1996-os Európa-bajnokság Angliában volt pályafutásának első nemzetközi tornája. Ennek ellenére a német csapat egyik vezéregyénisége volt Matthias Sammer és Thomas Helmer mellett, amelyen végül Európa-bajnok lett a csapattal és Eilts-t pedig a torna hivatalos legjobb csapatába is beválasztották. 1997-ig 31 alkalommal szerepelt a válogatottban.

### Edzőként
Visszavonulása után először volt csapata U19-es együttesének szakmai munkáját irányította. A következő idényben már a német U19-es válogatott szakvezetője volt. 2004 és 2008 között a német U21-es válogatott vezetőedzője volt, majd a 2008–09-es idényben a másodosztályú Hansa Rostock csapatánál tevékenykedett, de a gyenge eredmények miatt 2009. március 6-án menesztették.

## Sikerei, díjai
- Az év brémai sportolója (Bremer Sportler des Jahres): 1995

 Németország
- Európa-bajnokság
  - aranyérmes: 1996, Anglia
  - a torna legjobb csapatának a tagja (All Star)

 SV Werder Bremen
- Német bajnokság (Bundesliga)
  - bajnok: 1987–88, 1992–93
- Német kupa (DFB-Pokal)
  - győztes: 1991, 1994, 1999
- Kupagyőztesek Európa-kupája (KEK)
  - győztes: 1991–92